# Ghiacciaio Johnson
Il ghiacciaio Johnson (in inglese Johnson Glacier) è un ghiacciaio situato sulla costa di Hobbs, nella parte occidentale della Terra di Marie Byrd, in Antartide. Il ghiacciaio, il cui punto più alto si trova 339 m s.l.m., fluisce verso nord scorrendo tra le cime McDonald e il colle Bowyer, fino ad andare ad alimentare la piattaforma glaciare Getz.

## Storia
Il ghiacciaio Johnson è stato mappato dallo United States Geological Survey grazie a ricognizioni terrestri dello stesso USGS e a fotografie aeree scattate dalla marina militare statunitense (USN) nel periodo 1959-65; esso è stato poi così battezzato dal Comitato consultivo dei nomi antartici in onore di L. Johnson, della USN, membro del personale della USS Glacier (AGB-4) durante l'esplorazione della costa di Hobbs nel periodo 1961-62.